# GR 9
Der GR 9 (französisch Grande Randonnée 9) ist ein französischer Fernwanderweg der Fédération française de la randonnée pédestre zwischen Saint-Amour und Port Grimaud.
Der Wanderweg beginnt im französischen Jura, führt nach Osten nahe an die Schweizer Grenze, dann nach Süden über Savoyen und die französischen Voralpen, wie das  Chartreuse und Vercors. Weiter führt der Weg über den Ostteil der Provence (Département Vaucluse) bis an die Côte d’Azur.